# Шере (Мен и Лоара)
Шере (фр. Cherré) насеље је и општина у западној Француској у региону Лоара, у департману Мен и Лоара која припада префектури Сегре.
По подацима из 2011. године у општини је живело 539 становника, а густина насељености је износила 38,75 становника/km². Општина се простире на површини од 13,91 km². Налази се на средњој надморској висини од 71 метар (максималној 74 m, а минималној 35 m).

## Демографија
| 1962. | 1968. | 1975. | 1982. | 1990. | 1999. | 2011. |
| ----- | ----- | ----- | ----- | ----- | ----- | ----- |
| 449   | 452   | 407   | 393   | 378   | 397   | 539   |

График промене броја становника у току последњих година